# Ready to Fly
„Ready to Fly“ је песма руског хаус дуа MaxiGroove коју изводе у дуету са бугарско-руским певачем Кристијаном Костовим. Песма је доступна за дигитално преузимање од 22. јануара 2015.

## Списак песама
| №  | Назив | Трајање |  |
| 1. |       | 3:47    |  |